# Melanonus gracilis
Melanonus gracilis är en havslevande fisk av familjen skärlångefiskar som finns circumpolärt i subantaktiska och angränsande tempererade hav.

## Utseende
Arten är en liten fisk som blir knappt 19 cm lång. Den har en enda, lång ryggfena, och en likaledes lång analfena. Båda är nästan ihopväxta med stjärtfenan. Kroppen, som är långsträckt och starkt avsmalnande, har flera små, köttiga åsar. Ryggfenan har 67 till 72 mjukstrålar, och analfenan 52 till 54. Färgen varierar från mörkbrun till blek.

## Vanor
Melanonus gracilis är en pelagisk djuphavsfisk som kan förekomma på djup från 150 m till över 3 600 m. Den är dock vanligast mellan 600 och 1 100 m.

## Utbredning
Arten finns circumpolärt i subantaktiska och angränsande tempererade hav. Enstaka fynd har dock gjorts såväl i tropiska hav som vid Antarktis kust.